# Patrick Warburton
Patrick Warburton (n. 14 noiembrie 1964) este un actor american, cunoscut pentru rolul lui David Puddy în Seinfeld și ca fiind actorul de voce al lui Joe Swanson din Family Guy.   
Patrick Warburton   
Edward (1 episode, 1982)  